# 마이크 펠런
마이클 크리스토퍼 "마이크" 펠런(영어: Michael Christopher "Mike" Phelan, 1962년 9월 24일 ~ )은 잉글랜드의 전 축구 선수이다. 그는 2008년에서 2013년까지 알렉스 퍼거슨의 맨체스터 유나이티드에서 수석 코치로 활약했으며, 퍼거슨이 은퇴하면서 그 또한 맨유를 떠나게 되었다. 이후 2014년 노리치 시티의 코치로 복귀하였고, 1년 뒤인 2015년 그는 헐 시티의 수석 코치로 부임하게 된다. 이후 헐 시티의 감독 스티브 브루스가 팀을 떠나자, 감독 대행으로 헐 시티의 지휘봉을 잡는다. 이후 프리미어리그에서 예상 밖으로 좋은 성적을 거둬 2016년 8월 이달의 감독으로 선정되었다.
그 후, 맨유가 무리뉴를 성적 부진의 책임을 물어 경질하고, 솔샤르를 임시 감독으로 내정할 때 마이클 펠런을 맨유 코치로 부임시켰다.